# Gaspar Suárez de Ávila
Gaspar Suárez de Ávila (circa: 1510 - 1570), algunos historiadores señalan el nombre de Juárez de Ávila, fue un político español designado por la Real Audiencia de México, a finales de 1550, Alcalde Mayor de Yucatán. Fue el primero que gobernó con ese título, en el siglo XVI, la provincia de Yucatán. Su gobierno se vio interrumpido temporalmente por la presencia del visitador de la Real Audiencia de los Confines, Tomás López Medel, quien llegó a Yucatán en 1552 y asumió el mando hasta que terminó su labor de oidor en 1553, retomándolo entonces Suárez de Ávila.

## Datos históricos
El año de 1552 la provincia de Yucatán que se encontraba dentro de la jurisdicción de la Real Audiencia de México pasó a depender de la Real Audiencia de Guatemala (o de los Confines, como se llamó) por determinación del rey Carlos I de España.
Existía entonces en la península de Yucatán dura pugna entre encomenderos y conquistadores contra los religiosos franciscanos que habían llegado para evangelizar a los indígenas mayas de la región. Los primeros querían utilizar a los indígenas extensamente en servicios personales y como cargadores de mercancías entre las poblaciones ante la ausencia de bestias que sirvieran a ese propósito. Los segundos, insistían en que los naturales debían ser tratados como seres humanos y no como animales de carga y tampoco en beneficio de las encomiendas, que ya con el tributo que pagaban era suficiente. Había la determinación real explícita de no servirse de ellos como esclavos, razón por la cual algunos de los conquistadores habían inclusive traído africanos en calidad de tales. Pero ni uno, ni otro grupo de dominadores cejaban en su intención de hacer las cosas a su más estricta conveniencia. Los seglares aducían que los franciscanos bien que utilizaban a voluntad a los indígenas como mano de obra en la construcción de sus residencias y monasterios, que en muchos casos eran construcciones suntuosas y quienes estaban encargados de propagar la fe cristiana contra-argumentaban que tales construcciones tenían el carácter de públicas ya que en ellas funcionaban escuelas y hospitales en los poblados y por tanto debían ser construidas por la comunidad.
Así las cosas llegó a Yucatán a gobernar Gaspar Suárez de Ávila, quien a pesar de sus esfuerzos por conciliar, no pudo evitar que las quejas de unos y otros llegaran a la Real Audiencia, ni al Consejo de Indias y aun al rey. Una vez más, ya que el antecesor de Suárez de Ávila, Diego de Santillán, había sido visitador por parte de la Real Audiencia de México, antes del cambio de adscripción de la provincia, quien había residenciado a Francisco de Montejo y recién tratado los asuntos de las pugnas que se señalan entre clérigos y laicos, la Audiencia de Guatemala envío a un oidor para hacerse cargo de la disputa y del gobierno regional mientras se dirimían los asuntos en cuestión.
Fue cuando se apersonó en Yucatán Tomás López Medel, el propio año de 1552, y expidió durante su estancia las ordenanzas que llevaron su nombre y que tuvieron vigencia por muchos años durante los siglos XVI y XVII en Yucatán. Mientras duró la presencia de este oidor, fue él quien ejerció el cargo de gobernante haciéndose a un lado Gaspar Suárez y solo hasta la retirada a Guatemala del visitador pudo éste volver a ejercer su cargo. Le tocó poner en vigor las ordenanzas de López Medel entre las cuales estuvo el crear un hospital en Mérida que actualmente recibe el nombre de Hospital O'Horán y que entonces se llamó Hospital de San Juan de Dios, destinado a toda la población y en especial a los menesterosos, situado originalmente en un predio donado por el mismo Suárez de Ávila en la contra esquina de lo que sería la Catedral de Yucatán y el palacio de gobierno, muy cerca de la plaza grande central de Mérida.
Al término de su gobierno, el 19 de enero de 1554, el alcalde mayor Gaspar Suárez de Ávila decidió radicarse en Mérida en donde finalmente murió. Después de su gobierno fue encomendero ya que Tomás López le asignó la encomienda de la que fue desposeído Pedro Álvarez, por ejecutoria de la Real Audiencia de México, en la causa que se le siguió por crímenes cometidos contra indígenas de Ah Kin Chel. Unos años después el exalcalde fue regidor ordinario de la ciudad de Mérida y tuvo como tal una actuación junto con Francisco de Montejo (el Mozo), también regidor en la época, durante los festejos de la ascensión al trono del rey Felipe II.